# Hegyhátszentjakab
Hegyhátszentjakab is een plaats (község) en gemeente in het Hongaarse comitaat Vas. Hegyhátszentjakab telt 294 inwoners (2001).